# ميشيل فارغاس
ميشيل فارغاس (بالإنجليزية: Michelle Vargas)‏ من مواليد 2 مارس 1985 بسان فرانسيسكو دي ماكوريس في جمهورية الدومينيكان هي عارضة أزياء وممثلة تيلينوفيلا دومينيكانية.

## أعمالها
| العرض                     | السنة     | الصيغة    | الدور            |
| ------------------------- | --------- | --------- | ---------------- |
| Ballers                   | 2014      | TV Series | Dashi            |
| El Talismán               | 2012      | TV Series | Sarita           |
| كش ملك                    | 2011      | Movie     | Alejandra H.     |
| Aurora                    | 2010–2011 | TV Series | Daniela          |
| Condesa por amor          | 2010      | TV Series | Adriana          |
| ديابلو                    | 2009–2010 | TV Series | Perla Beltran    |
| انتهز الفرصة              | 2009      | Movie     | Elizabeth        |
| I didn`t know who i was   | 2008      | Short     | Ana              |
| La viuda de blanco        | 2006      | TV Series | Valeria Sandoval |
| Los Plateados             | 2005      | TV Series | Laila Bashur     |
| Protagonistas de Novela 2 | 2003      | TV Series | Herself          |

## روابط خارجية
- ميشيل فارغاس على موقع IMDb (الإنجليزية)
- ميشيل فارغاس على موقع روتن توميتوز (الإنجليزية)
- ميشيل فارغاس على موقع أول موفي (الإنجليزية)
- ميشيل فارغاس على موقع قاعدة بيانات الفيلم (الإنجليزية)